# Catalunya romànica
Catalunya romànica (« Catalogne romane ») est une encyclopédie consacrée à l'art roman dans les régions qui étaient de culture catalane du Xe au XIIIe siècle. Elle comprend vingt-sept volumes pour un total de 13800 pages grand format (31 par 24 cm) écrits en catalan.
Le domaine étudié comprend toute la zone ayant fait partie des comtés catalans à partir du Xe siècle : communauté autonome de Catalogne, pays de langue catalane de l'Aragon, en Espagne, principauté d'Andorre, Catalogne nord, mais aussi Donezan, Perapertusès et Fenouillèdes occitans, en France, dans les départements des Pyrénées-Orientales, de l'Aude et de l'Ariège.
L'encyclopédie est publiée de 1985 à 1999, financée par la Fundació Enciclopèdia Catalana, avec le soutien de la Généralité de Catalogne et sous la patronage de l'UNESCO.
Depuis 2020 la totalité de Catalunya romànica est accessible en ligne gratuitement sur le site de son éditeur.

## Liste des volumes
- Volume I. Introducció general. Museu Nacional d'Art de Catalunya.
- Volumes II et III. Osona I et Osona II.
- Volume IV. Garrotxa.
- Volume V. Gironès, Selva, Pla de l'Estany.
- Volume VI. Alt Urgell-Andorra.
- Volume VII. Cerdanya-Conflent.
- Volumes VIII et IX. Empordà I et Empordà II.
- Volume X. Ripollès.
- Volume XI. Bages.
- Volume XII. Berguedà.
- Volume XIII. Solsonès. Vall d'Aran.
- Volume XIV. Rosselló.
- Volume XV. Pallars Sobirà, Pallars Jussà.
- Volume XVI. Ribagorça.
- Volume XVII. Noguera.
- Volume XVIII. Vallès Occidental. Vallès Oriental.
- Volume XIX. Penedès, Anoia.
- Volume XX. Barcelona.
- Volume XXI. Tarragonès, Baix Camp, Alt Camp, Priorat i Conca de Barberà.
- Volume XXII. Museu Episcopal de Vic. Museu Diocesà i Comarcal de Solsona.
- Volume XXIII. Museu d'art de Girona. Tresor de la catedral. Museu diocesà d'Urgell. Museu Frederic Marés.
- Volume XXIV. Segrià. Garrigues. Pla d’Urgell, Segarra. Urgell.
- Volume XXV. Vallespir, Capcir. Donasà. Fenolleda i Perapertusés.
- Volume XXVI Tortosa i les Terres de l’Ebre. Llitera et Baix Cinca. Obra no arquitectonica dispersa et restaurada.
- Volume XXVII. Visió de síntesi. Restauracions i noves troballes. Bibliografia. Índexs generals.